# شهرستان یورک (نبراسکا)
شهرستان یورک، نبراسکا (به انگلیسی: York County, Nebraska) یک سکونتگاه مسکونی در ایالات متحده آمریکا است که در نبراسکا واقع شده‌است.

## خصوصیات
شهرستان یورک ۱٬۴۹۱٫۸۴ کیلومترمربع مساحت دارد.